# Baiga (peuple)
Les Baïga sont l'un des peuples aborigènes de l'Inde centrale. Ils parlent une langue dravidienne.

## La tribu
La tribu Baiga, est une tribu de 390.000 habitants qui vit dans les états du Madhya Pradesh – du Mandla et du Balaghat district (250.000), de l’Uttar Pradesh, du Chhattisgarh et du Jharkhand en Inde. Leur métier est surtout l’élevage du bétail (quasiment toutes les familles ont des bêtes), l’agriculture et la chasse. Ils sont aussi travailleurs journaliers et distillateurs de vin. Les Baiga sont une tribu pauvre : 50 % de la population ne mange que deux fois par jour. Parmi les Baiga on trouve les médecins de médecine naturelle qui soignent avec les herbes. Les Baiga exerce une agriculture itinérante. ils sont chasseurs. Ils sont dépendants de leurs forêts. Après un décès ils abandonnent leur maison pour en construire une autre.

## La peinture des Baiga
Les femmes Baiga de la région de Bundelkhand dans Madhya Pradesh font des peintures et des reliefs muraux, à thème religieux et décoratif. Elles peignent également des miniatures et de l’art naïf sur papier.

## Le tatouage par les Badna Gond

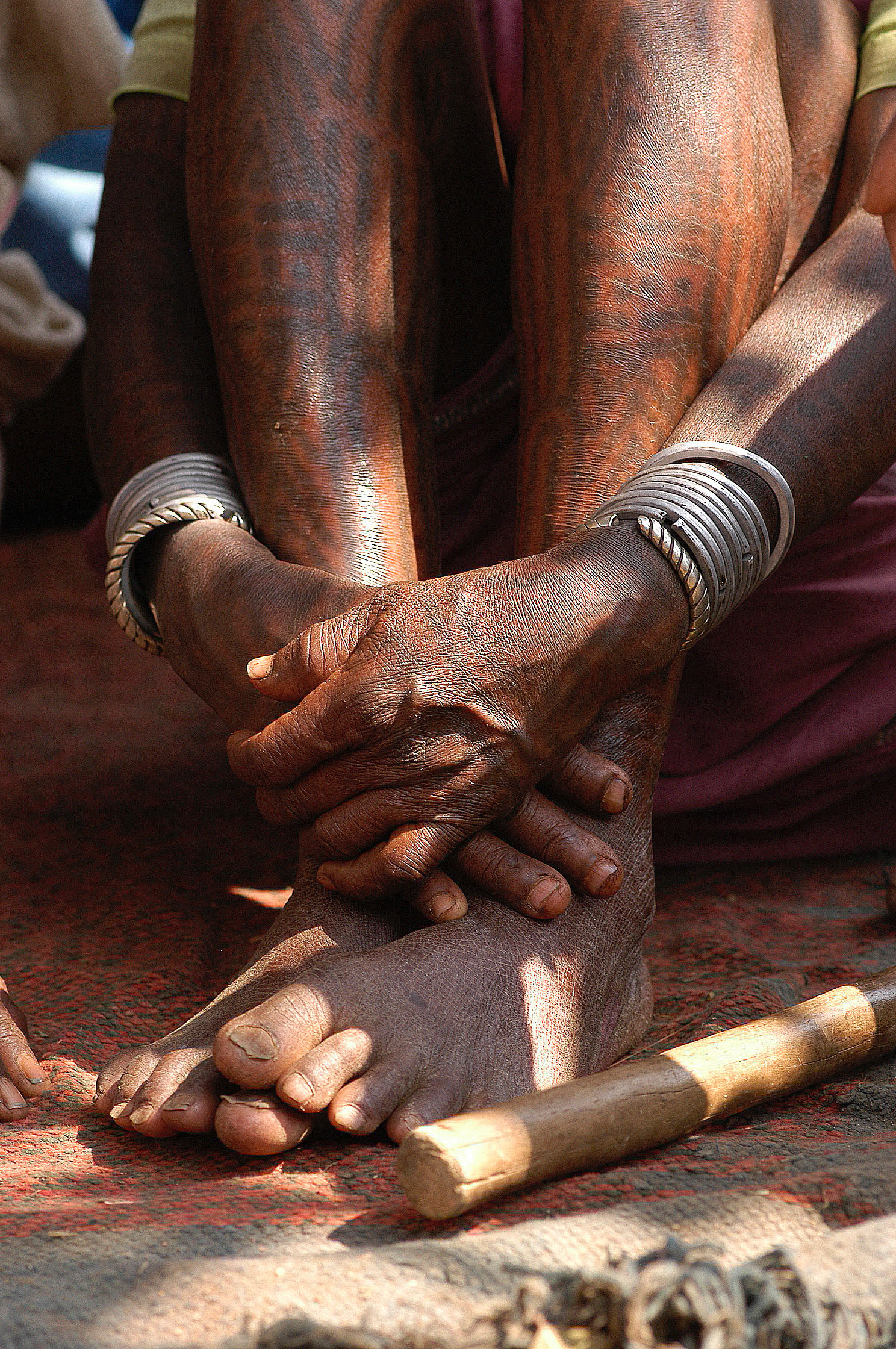
Baiga tatouage

Les Baiga accordent aux tatouages une place centrale dans leur mode de vie : Le tatouage est la seule chose qui subsiste après la mort. C’est la seule tribu où le corps des femmes est entièrement tatoué. Cet art tribal est désormais couché sur le papier. Il étonne et nous renvoie à des âges ancestraux où le corps et les esprits étaient liés. Les femmes Baiga ont aussi tatoué leur visage (le « gudna »). Ces tatouages ont une relation avec leur religion, leurs dieux et déesses, mais les tatouages sont aussi considérés comme des bijoux peints, trop chers à acquérir pour les Baiga. Leurs tatouages ont une forme ovale avec des nombreux petits points sur le front, mais aussi sur d’autres parties du corps. 

Le tatouage est souvent réalisé chez les Baiga - trois à quatre mois après la mousson - par les femmes Gond, des sous-tribus Badna (Badnin) et Ojha, qui vivent dans les mêmes régions que les Baiga. Elles se déplacent dans les villages des Baiga pour faire des tatouages sur les bras, les jambes et le corps des femmes Baiga. Les jeunes filles Baiga commencent à être tatouées, pour la première fois à l’âge de sept ans ; la deuxième partie de leur corps est tatouée à la puberté.